# 우용희
우용희(1994년 2월 18일 ~ )는 대한민국의 배우이다.

## 출연

### 영화
- 《초행》 (2015년)
- 《뷰티 인사이드》 (2015년) - 우진 7 역
- 《메이드 인 차이나》 (2015년) - 밀항자 4 역
- 《죄수생》 (2014년) - 재권 역
- 《옥상의 민들레꽃》 (2012년)

### 드라마
- 《고스트 닥터》 (2022년, tvN) - 구급대원 역
- 《경찰수업》(2021년,KBS2)-현 주임 역
- 《비밀의 남자》 (2020년, KBS2) - 김비서 역
- 《아스달 연대기》 (2019년, tvN) - 산웅 호위무사 역
- 《신의 퀴즈: 리부트》 (2018년, OCN)
- 《오 마이 비너스》 (2015년, KBS2) - 민실장 수행원 역
- 《복면검사》 (2015년, KBS2) - 국립 과학 수사 연구원 역
- 《S.O.S 나를 구해줘》 (2014년, KBS Drama) - 구조요원 역
- 《낯선 사람》 (2013년, SBS) - 웨이터 역

### 광고
- 현대해상
- 삼성투모로우
- KEB 하나은행
- 좋은데이 소주
- 메디큐브 제로 모공 페드편